# Hàng xóm (phim)
Hàng xóm là bộ phim điện ảnh chính kịch của Việt Nam phát hành năm 2004 do Phạm Lộc đạo diễn, Lưu Nghiệp Quỳnh viết kịch bản, Hãng phim truyện Việt Nam sản xuất. Cùng các diễn viên chính Đức Khuê, Thủy Hương, Chiều Xuân, Hồ Tú, Diệu Thuần. Đây là bộ phim đầu tiên mà nhà báo, nhệ sĩ Hồ Tú và người mẫu Thủy Hương tham gia diễn xuất.

## Nội dung
Lấy bối cảnh sau thời bao cấp tại phố Hàng Gai, Hà Nội. Hà là chủ một doanh nghiệp sản xuất hàng tơ tằm, mong muốn mua lại căn nhà phía mặt tiền để anh mở cửa hàng để tự bán bán các sản phẩm của mình. Nhưng, Thu, chủ căn nhà đã bán nó cho người bạn học cũ của cô là vợ chồng Hùng và Hương. Hà đành phải cộng tác với Hùng.
Hùng và Thu từng có từng cảm khi còn là học sinh, nay có điều kiện giao tiếp, hai người lại gian díu với nhau và bị Hà chụp hình lại. Một lần lén vào tiệm của Hùng mà Hà phát hiện ra doanh thu của tiệm rất tốt dù vợ chồng Hùng luôn khất lượt trả tiền hàng. Hà ra tay đốt cửa tiệm và gửi nặc danh các tấm hình của Hùng và Thu cho Hương. Hùng trắng tay, những cũng nhờ những tấm hình mà biết được Hà là kẻ đã hại mình nên đến gây sự. Sau đó anh ta bị phạt vì hành hung Hà.
Thu đành bán lại cửa tiệm cho Hà và làm trợ lý cho anh ta, nhưng cô vẫn bí đưa Hà vào một kế hoạch trả thù thay Hùng rồi bỏ đi nơi khác. Trước khi thực hiện nước đi cuối cùng, Thu có dịp trò chuyện với với Hằng và biết được tư duy làm kinh tế của Hà không chắc chắn, sớm muộn gì cũng phá sản, nên cô cũng bỏ ý định trả thù. Hằng cũng đưa con bỏ đi, để lại Hà một mình với cửa hàng.

## Diễn viên
- Đức Khuê  vai Hà
- Thủy Hương vai Thu
- Chiều Xuân  vai Hương
- Hồ Tú vai Hùng
- Nguyệt Hằng vai Hằng
- Diệu Thuần vai Thúy An

## Sản xuất
Bộ phim khởi quay vào cuối tháng 7 năm 2003 với các cảnh quay tại Hà nội và làng lụa Vạn Phúc. Mặc dù đã đoạt giải tại Cuộc thi kịch bản phim truyện do Cục điện ảnh tổ chức, kịch bản Hàng xóm lại bị giới chuyên môn đánh giá là chưa đủ hấp dẫn vì chỉ xoay quanh chuyện quanh phố phường và đã có một số đạo diễn từ chối chuyển thể. Nhưng Phạm Lộc, người vừa từ Hãng phim truyện I về đầu quân cho Hãng phim truyện Việt Nam vẫn nhận kịch bản về sản xuất và hứa hẹn sẽ tạo được sự hấp dẫn với những diễn viên trẻ và những cảnh quay chỉn chu. Ông đã thỏa thuận với Ban giám đốc Hãng phim truyện Việt Nam để có thêm 1 tháng chỉnh sửa kịch bản. Hồ Tú là diễn viên đầu tiên được tuyển. Nhà quay phim Lý Thái Dũng là quay phim chính của Hàng xóm. Bộ phim hoàn tất quá trình quay vào tháng 12 cùng năm và tiến hành hậu kỳ. Phim có sự tham gia của vợ chồng nghệ sĩ Diệu Thuần trong vai trò diễn viên và họa sĩ Phạm Quang Vĩnh trong vai trò thiết kế mỹ thuật.

## Phát hành
Kế hoạch phát hành ban đầu của bộ phim là dịp kỷ niệm 50 năm chiến thắng Điện Biên Phủ vào tháng 5, những sau đó Bộ Văn hóa, Thể thao và Du lịch và Cục Điện ảnh thay đổi lịch sang dịp kỷ niệm 50 năm Giải phóng Thủ đô. Hàng xóm là một trong ba tác phẩm điện ảnh mới sản xuất được chọn trình chiếu cho dịp lễ này, hai tác phẩm còn lại gồm phim tài liệu Những người cùng thế hệ và phim truyện video Rặng trâm bầu.
Hàng xóm  được công chiếu trên toàn quốc từ ngày 8 tháng 10 năm 2024 do Cục Điện ảnh Việt Nam và Fafilm Việt Nam hợp tác phát hành. Trước đấy một ngày, bộ phim được công chiếu sớm tại rạp Thăng Long.
Khi Hãng Phim truyện Việt Nam đứng trước nguy cơ phá sản, họ đã đưa hai bộ Hàng xóm và 9X vào bán tại thị trường phía Nam như một nỗ lực cuối cùng để cứu nguy cho Hãng.

## Đón nhận

### Đánh giá
Họa sĩ Phạm Quang Vĩnh đã dựng lên những bối cảnh đẹp, công phu tạo điều kiện cho việc thực hiện quay kỹ và đạt hiệu quả tối ưu. Một số cảnh như cảnh mua bán ở cửa hàng và cảnh cháy cửa hàng được dựng tại trường quay của Hãng phim truyện Việt Nam. Ánh sáng và âm thanh là điểm xuất sắc của phim, đặc biệt âm thanh được Bành Bắc Hải làm theo kỹ thuật âm thanh lập thể, lần đầu tiên được áp dụng làm phim tại Việt Nam. Các cảnh quay phim được đánh giá cao với kỹ thuật có thể so sánh với điện ảnh quốc tế.
Tuy xuất sắc về kỹ thuật, nhưng như đánh từ trước kịch bản của bộ phim không đủ hay, ý tưởng về câu chuyện và cách làm phim cũng không có gì mới mẻ. Tình tiết phim nghèo nàn, có nhiều điểm giả tạo và phi lí. Phim sa vào nhiều thủ pháp điện ảnh mà không chú ý đến tính logic các tình huống, nên khó thuyết phục người xem.

### Giải thưởng
| Năm  | Giải thưởng                        | Hạng mục Phim truyện điện ảnh | Đề cử           | Kết quả   | Chú thích     |
| ---- | ---------------------------------- | ----------------------------- | --------------- | --------- | ------------- |
| 2005 | Giải Cánh diều 2004                | Thiết kế mỹ thuật xuất sắc    | Phạm Quang Vĩnh | Đoạt giải | [ 13 ]        |
| 2005 | Giải Cánh diều 2004                | Âm thanh xuất sắc             | Bành Bắc Hải    | Đoạt giải | [ 13 ]        |
| 2004 | Liên hoan phim Việt Nam lần thứ 14 | Nam diễn viên chính xuất sắc  | Đức Khuê        | Đoạt giải | [ 14 ] [ 15 ] |
| 2004 | Liên hoan phim Việt Nam lần thứ 14 | Giải kỹ thuật                 | Lý Thái Dũng    | Đoạt giải | [ 15 ] [ 16 ] |